# The Spaces in Between
The Spaces in Between is een album van de in basis saxofonist John Surman. Het album is opgenomen in Sankt Gerold, Propstei. 

John Surman heeft in het alternatieve jazzcircuit een aantal standaardalbums op zijn naam staan, maar wijkt af en toe uit naar het rustige segment van de jazz. Op dit album zijn er wel moderne jazzklanken te horen uit zijn instrumentarium, maar hij wordt begeleid door een strijkkwartet uitgebreid met contrabas. Dit heeft tot resultaat dat er een mix ontstaat van jazz, easy listening en lichte klassieke muziek. Het heeft veel weg van het album Officium van Jan Garbarek, dat was een combinatie van saxofoon met middeleeuwse muziek; hier is het een combinatie van romantische muziek met saxofoon/basklarinet.

## Musici
- John Surman – Sopraan- en baritonsaxofoon, basklarinet;
- Chris Lawrence – Contrabas;
- Trans4mation:
  - Rita Manning – viool ;
  - Patrick Klerman – viool;
  - Bill Hawkes – altviool;
  - Nick Cooper – cello.

## Composities
Alle composities van Surman.

| Nr. | Titel                                                    | Duur |
| --- | -------------------------------------------------------- | ---- |
| 1.  | Moonlighter                                              | 6:19 |
| 2.  | You never know                                           | 6:24 |
| 3.  | Wayfarers all                                            | 5:56 |
| 4.  | Now and again                                            | 7:25 |
| 5.  | Winter wish                                              | 4:27 |
| 6.  | The spaces in between ((een compositie voor viool solo)) | 8:13 |
| 7.  | Now see!                                                 | 3:06 |
| 8.  | Mimosa                                                   | 4:36 |
| 9.  | Hubbub                                                   | 3:52 |
| 10. | Where fortune smiles                                     | 4:34 |
| 11. | Leaving the harrow                                       | 6:48 |